# 奥斯纳布吕克大学

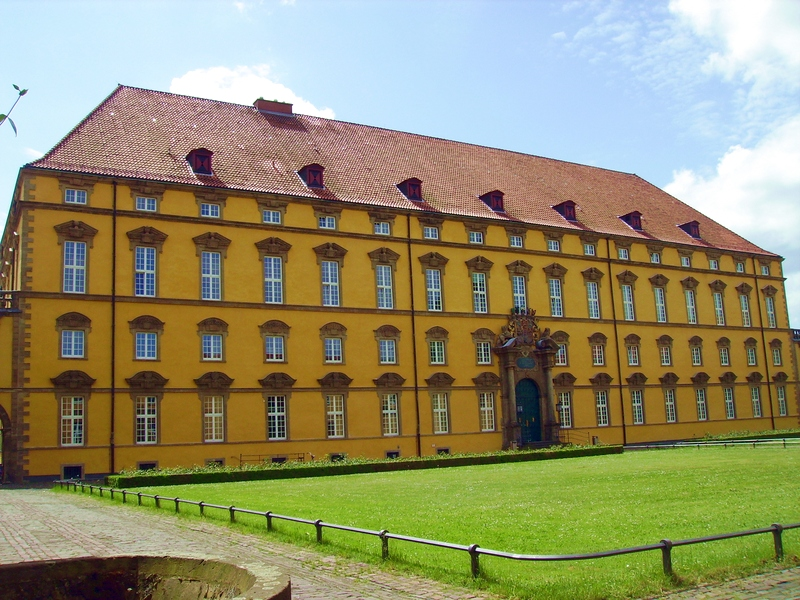
奥斯纳布吕克大学主楼

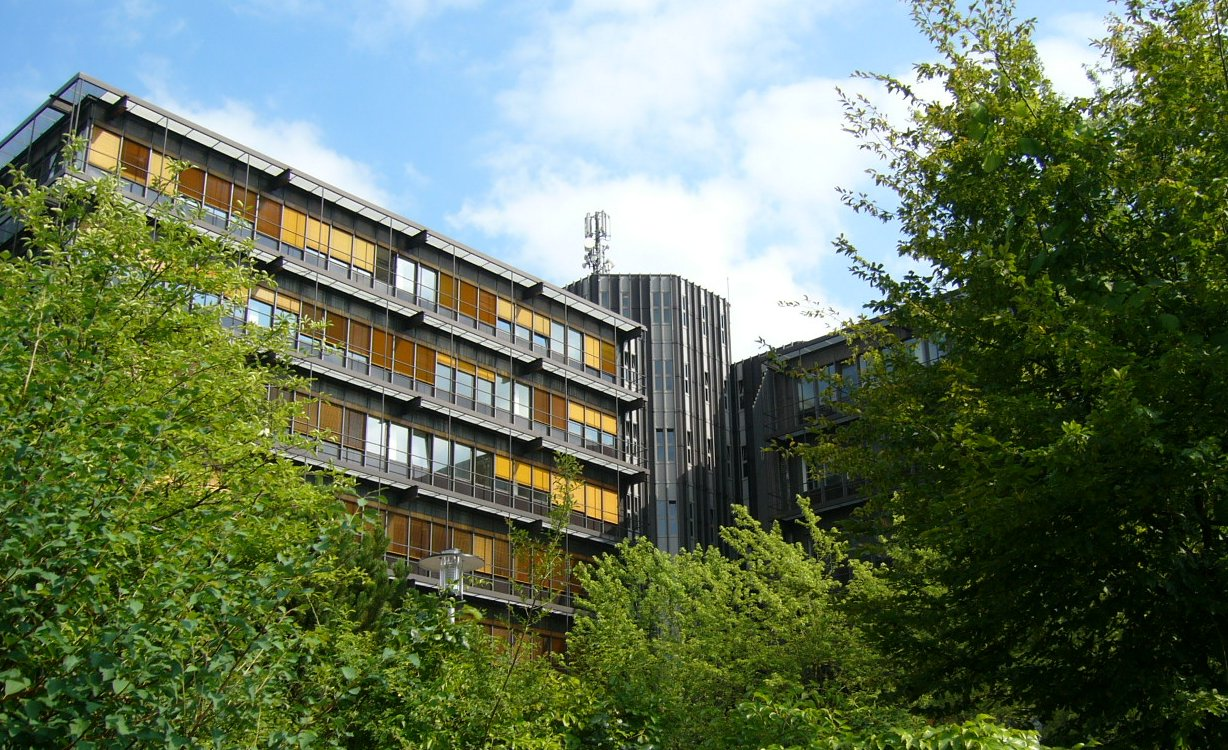
電腦科學研究所、數學與科學圖書館大樓

奥斯纳布吕克大学（德語：Universität Osnabrück），德国下萨克森州第三大城市奥斯纳布吕克的一所公立大学。奥斯纳布吕克大学创建于1974年。该校现有9,000名学生。
费希塔大学自1995年起自奥斯纳布吕克大学独立。

## 院系设置
- 社会科学系
- 物理系
- 生物与化学系
- 数学与计算机科学系
- 法学系
- 人类科学系
- 经济系

## 著名人物
- 克里斯蒂安·武尔夫